# Girolamo Curlo
Girolamo Curlo, né en 1692 et mort en 1749, est un prélat catholique génois en Corse, évêque d'Aléria.

## Biographie
Girolamo Curlo est né le 17 janvier 1692, à Gênes (République de Gênes).
Il intègre la congrégation des Clercs réguliers mineurs dans laquelle il est ordonné prêtre le 22 décembre 1714.
Il est nommé évêque d'Aléria le 29 mai 1741 et reçoit la consécration épiscopale le 2 juillet 1741 des mains du pape Benoît XIV avec comme co-consécrateurs Ferdinando Maria de Rossi et Filippo Spinelli (nl).
Il meurt le 27 décembre 1749.